# Albert Bote
Albert Joachim Werner Bote (* 13. Mai 1889 in Bremen; † 27. Februar 1961 in Bremen) war ein deutscher Unternehmer und Politiker (NLP, DVP, später BDV, FDP).

## Biografie

### Ausbildung und Beruf
Bote verlor früh seinen Vater und musste schon als Schüler im Geschäft seiner Mutter aushelfen. Er absolvierte eine kaufmännische Ausbildung. Danach war er bei dem US-amerikanischen Unternehmen Cotten-Warehouse beschäftigt. Er diente im Ersten Weltkrieg als Soldat. Nach dem Krieg verlegt seine Firma den Sitz nach Rotterdam. 1920 wurde er Leiter des Europageschäfts seiner Firma in Rotterdam und ab 1931, nach der Rückkehr der Firma, leitete er das Unternehmen in Bremen.
Er war in den 1930er Jahren Vorstandsmitglied und dann Vorstand des Vereins Bremer Baumwollbörse. Er war später Leiter der Baumwoll-Kommission. 1935 legte er unter Protest gegen die damaligen Machthaber in Bremen seine Ämter in der Baumwollbörse nieder. Von 1949 bis 1951 war er Präsident der Baumwollbörse.

### Politik
Bote war während der Zeit des Deutschen Kaiserreiches Vorstandsmitglied der Nationalliberalen Partei (NLP). Während der Zeit der Weimarer Republik war Vorstandsmitglied der liberalen Deutschen Volkspartei (DVP).
Nach dem Zweiten Weltkrieg beteiligte er sich an der Gründung der Bremer Demokratischen Volkspartei (BDV), als deren Schatzmeister er bis 1951 fungierte. Er war von 1946 bis 1951 Abgeordneter der Bremischen Bürgerschaft und dort Vorsitzender der BDV- bzw. BDV/FDP-Fraktion. Daneben war er 1948/49 für Bremen Mitglied des Parlamentarischen Rates beim Länderrat des amerikanischen Besatzungsgebietes. 1951, nach dem Übergang der BDV in die FDP, wurde er Mitglied der Freien Demokratischen Partei (FDP). 1952 war er Vertreter des Liberalen Kreises in der Bremer FDP, der befürchtete, das die FDP zu weit nach rechts rücken könnte. Er und weitere Mitglieder wurden 1953 aus der FDP ausgeschlossen und 1955 wieder aufgenommen. Von 1957 bis 1958 war er stellvertretender Landesvorsitzender der FDP Bremen.

### Weitere Ämter
Bote fungierte zwei Jahrzehnte als Rechnungsführer der Inneren Mission in Bremen. Maßgeblich war er an der Gründung der Friedehorsteinrichtungen in Lesum mit der Stiftung Friedehorst in der Bremer Diakonie beteiligt.
Er war Mitglied der evangelischen Bekennenden  Kirche. Er war von 1938 bis in die 1950er Jahre Bauherr (Kirchenvorstand) der Bremer Gemeinde Unser Lieben Frauen.

### Privates
Bote war seit dem 14. Mai 1921 mit Hedwig Amalie geb. Bultmann (1892–1973) verheiratet. Die Eheschließung fand in Bremen statt. Albert Bote starb am 27. Februar 1961 um 16:00 Uhr in seiner Wohnung in der Karl-Schurz-Straße 85 in Bremen im Alter von 71 Jahren. Er war evangelischer Konfession.

## Ehrungen
- Die Albert-Bote-Straße in Bremen beim Güterverkehrszentrum (GVZ wurde nach) ihm benannt.